# ジャンルカ・グラーヴァ
ジャンルカ・グラーヴァ（Gianluca Grava, 1977年3月7日 - ）は、イタリア・カンパニア州カゼルタ出身の元サッカー選手。現役時代のポジションはDF。

## 経歴
地元のクラブカゼルターナFCでキャリアをスタートさせる。FCトゥリスを経て、1998年にセリエBのテルナーナ・カルチョへ加入。6シーズンにわたって主力として活躍し、2004-05シーズンは同じセリエBのUSカタンザーロにレンタルで在籍。
2005年1月、当時セリエC1のSSCナポリへ移籍。チームは2006-07シーズンにセリエB、翌2007-08シーズンにはセリエA昇格を果たし、グラーヴァは30歳にしてセリエAデビューを飾る。セリエA昇格後はチームの補強もあり出場が減っていたが、2009年に就任したワルテル・マッツァーリ監督の下で出場機会を取り戻し、2009-10シーズンは24試合に出場。ところが2011年1月、試合中に左ひざを負傷し、1年近く戦列を離れた。
結局、2011-12シーズンは6試合の出場に終わったものの、シーズン終了後にナポリとの契約を延長した。
2012-13シーズンはカップ戦含めて出場機会が訪れず、2012年12月18日、八百長を知りながら報告を怠ったことでキャプテンのパオロ・カンナヴァーロと共に6ヶ月の出場停止処分を受けたが、2013年1月17日に撤回となった。
同シーズン限りで現役を引退することを表明した。

## 所属クラブ
- カゼルターナFC 1993-1997
- FCトゥリス 1997-1998
- テルナーナ 1998-2004

→ USカタンザーロ (loan) 2004-2005
- SSCナポリ 2005-2013

## タイトル
カゼルターナ
- セリエD : 1995-96

ナポリ
- セリエC1 : 2005-06
- コッパ・イタリア : 2011-12